# Blastobasis atlantella
Blastobasis atlantella é uma espécie de mariposa do gênero Blastobasis pertencente à família Coleophoridae.